# سنگرهای آلبانی
سنگرهای آلبانی، مجموعه‌ای پرتراکم از استحکامات نظامی به تعداد ۷۰۰٬۰۰۰ سنگر بتونی-فولادی بود که در دوران موسوم به جنگ سرد و طی سال‌های ۱۹۶۷ تا ۱۹۸۶ میلادی، در سرتاسر آلبانی ساخته شدند. این تعداد سنگر که هیچ‌گاه مورد استفاده نظامی قرار نگرفتند، در جاده‌ها، کوه‌ها، کنار سواحل، در مناطق مسکونی، در زمین‌های کشاورزی، کارخانجات و حتی گورستان‌ها ساخته شده‌بودند. مهم‌ترین این سنگرها، پناهگاه زیرزمینی ۵ طبقه‌ای بود که با قابلیت مقاومت در برابر جنگ‌افزار هسته‌ای و برای حفاظت از حلقه رهبری حزب کمونیست آلبانی ساخته شده‌بود.
انور خوجه، دیکتاتور آلبانی، هدف از ساخت سنگرها را آمادگی برای دفاع دربرابر «دشمن امپریالیستی» تعریف کرده‌بود.

## نگارخانه

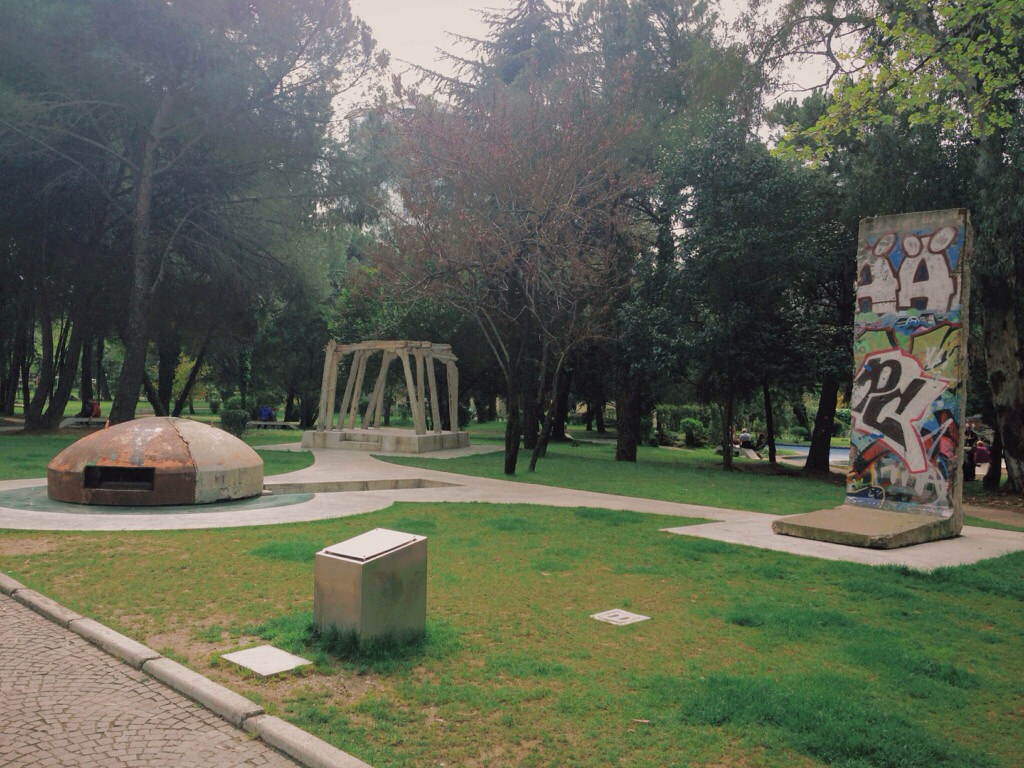
سنگرها دارای طراحی کله‌قندی و گنبدی شکل بودند.
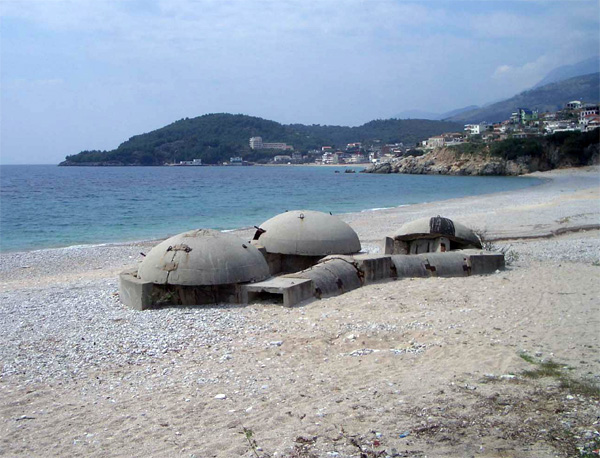
سنگرها در ابعاد مختلف فردی و جمعی طراحی شده‌بودند.
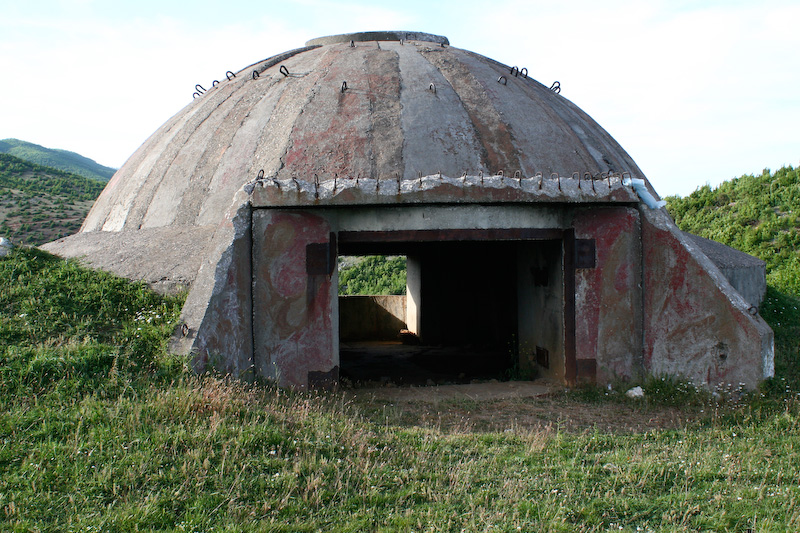
سنگری بتونی با طراحی گنبدی شکل.